# ジャック・ウトマン
ジャック・ウトマン（Jacques Houtmann, 1935年3月27日 - ）は、フランス出身の指揮者。

## 経歴
ロレーヌ地域圏ヴォージュ県ミルクールの出身。ナンシー音楽院を経てエコールノルマル音楽院に進学し、ジャン・フルネとアンリ・デュティユーの薫陶を受けた。1961年にブザンソン国際音楽祭の指揮者コンクールの学生部門で優勝。その後フランコ・フェラーラの指導を受け、1965年のミトロプーロス国際指揮者コンクールで優勝して1966年までレナード・バーンスタインの助手を務めるようになった。
1967年からリヨン歌劇場の首席客演指揮者となる。1971年からリッチモンド交響楽団の首席指揮者を務め、1986年にロレーヌ・フィルハーモニー管弦楽団の首席指揮者に転出して1997年まで在任した。